# Pittman
Pittman statisztikai település az USA Florida államában, Lake megyében. Lakosainak száma 227 fő (2020. április 1.).

## Népesség
A település népességének változása:
| Lakosok száma | 192  | 180  | 227  |
|               | 2000 | 2010 | 2020 |